# Vuojärvi
Vuojärvi är en sjö i Finland. Den ligger i kommunen Sodankylä i landskapet Lappland, i den norra delen av landet, 800 km norr om huvudstaden Helsingfors. Vuojärvi ligger 210,5 meter över havet. Arean är 3,62 kvadratkilometer och strandlinjen är 11,77 kilometer lång. Sjön  ingår i Kemi älvs huvudavrinningsområde.   
I övrigt finns följande vid Vuojärvi:
- Kuortakkolampi (en sjö)